# Dicranomyia (Dicranomyia) variispina
Dicranomyia (Dicranomyia) variispina is een tweevleugelige uit de familie steltmuggen (Limoniidae). De soort komt voor in het Palearctisch gebied.